# Селянщина
Селя́нщина (укр. Селянщина) — село на Украине, основано в 1650 году, находится в Черняховском районе Житомирской области.
Код КОАТУУ — 1825687401. Население по переписи 2001 года составляло 403 человека, в 2024 году население составляет 281 человек. Почтовый индекс — 12331. Телефонный код — 4134. Занимает площадь 1,8 км².

## Адрес местного совета
12331, Житомирская область, Черняховский р-н, с.Селянщина, ул.Творогова, 43